# أنطونيو ألويسي
أنطونيو ألويسي (بالإيطالية: Antonio Aloisi)‏ (28 أغسطس 1968 في إيطاليا - ) هو مدرب كرة قدم ولاعب كرة قدم إيطالي في مركز الدفاع. لعب مع نادي أسكولي ونادي تشيزينا ونادي تورينو ونادي ريجينا ونادي كالياري وASD Città di Acireale 1946 ‏ وCavese 1919 ‏ ونادي غوبيو وSantegidiese Calcio SSD ‏.

## وصلات خارجية
- أنطونيو ألويسي على موقع قاعدة بيانات كرة القدم.إي يو (الإنجليزية)